# Rhizotrogus schaufussi
Rhizotrogus schaufussi är en skalbaggsart som beskrevs av Brenske 1891. Rhizotrogus schaufussi ingår i släktet Rhizotrogus och familjen Melolonthidae. Inga underarter finns listade i Catalogue of Life.